# Stade Diego-Armando-Maradona (Naples)
Pour les articles homonymes, voir Maradona (homonymie).
Ne pas confondre avec le stade Diego-Armando-Maradona à Buenos Aires.
 (novembre 2020).
Si vous disposez d'ouvrages ou d'articles de référence ou si vous connaissez des sites web de qualité traitant du thème abordé ici, merci de compléter l'article en donnant les références utiles à sa vérifiabilité et en les liant à la section « Notes et références ».
Le stade Diego-Armando-Maradona, anciennement stade San Paolo, est un stade italien situé à Naples en Campanie en Italie. Il accueille les matchs du SSC Naples. Sa capacité était de 76 824 places mais elle a été réduite à 60 240 à la suite de rénovations et d'une mise aux normes puis à 54 726 places assises pour l’Universiade d'été de 2019.
Troisième plus grand stade italien après le stade Giuseppe-Meazza à Milan et le stade olympique de Rome, il est renommé le 4 décembre 2020 en hommage au légendaire Diego Maradona, idole éternelle du club.

## Histoire

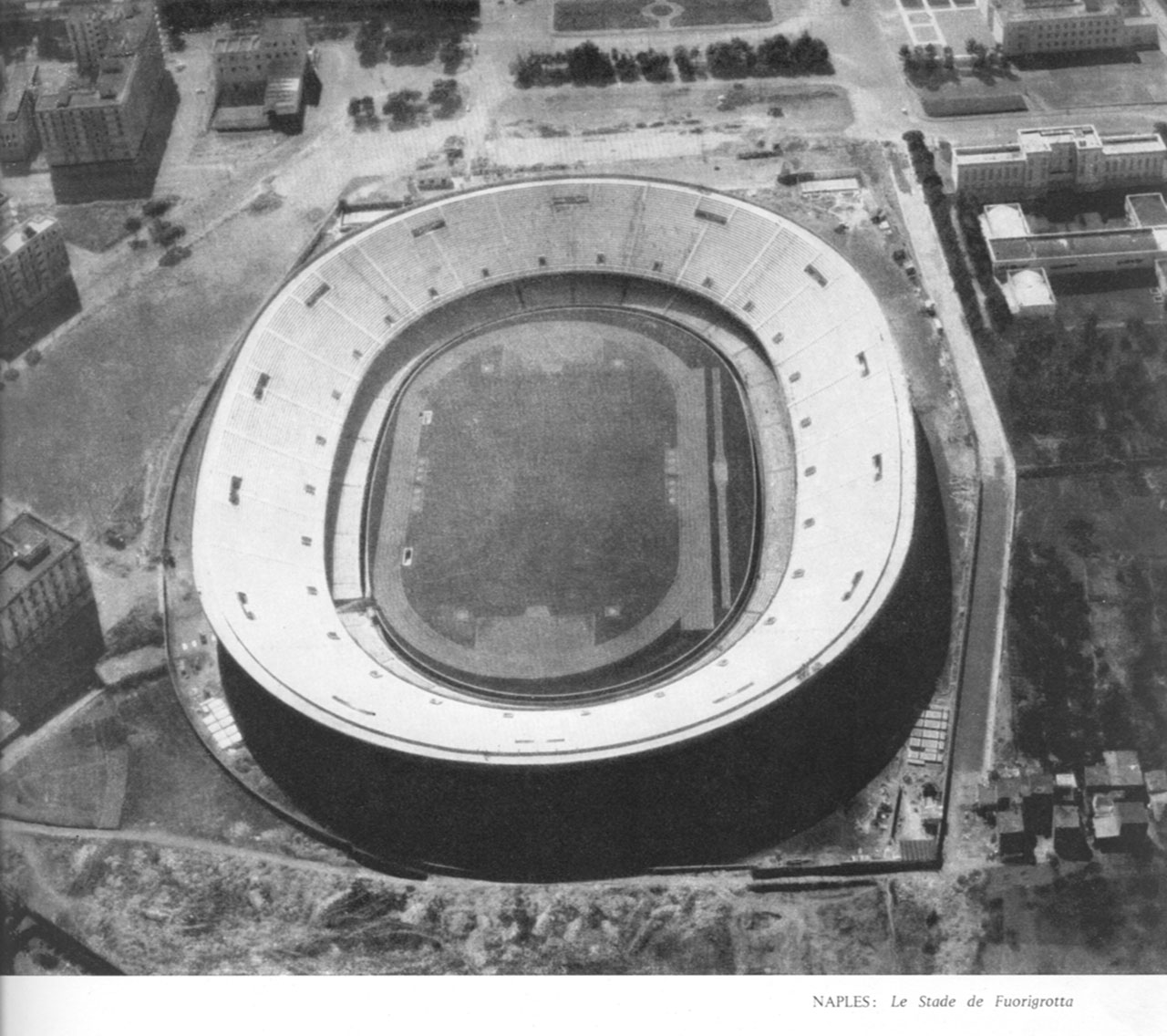
Le stade en 1963.

Construit en 1959 par l'architecte Carlo Cocchia, il est baptisé initialement comme Stade du Soleil, il changea successivement de nom pour célébrer la tradition selon laquelle, San Paolo aurait atteint l'Italie en accostant dans la zone de l'actuel Fuorigrotta. La structure fut inaugurée le 6 décembre 1959, avec le premier match de championnat entre Naples et Juventus, remporté 2-1 par les azzurri.
Le projet initial prévoyait seulement une bague, celle actuellement au niveau supérieur, mais sur des demandes spécifiques, il en fut ajouté une en inférieure, par-dessous le niveau routier. La capacité initiale était de 87 500 spectateurs debout. Les tribunes étaient en travertin, que ce soit dans la bague inférieure ou supérieure.
Entre 1984 et 1991, le footballeur argentin Diego Maradona évolue dans ce stade avec le SSC Naples, à qui il apporte ses deux premiers titres en Serie A, en 1987 et 1990. 
Le stade est couvert à l'occasion de la Coupe du monde de football de 1990 en Italie par le fils de l'Architecte Carlo Cocchia, Fabrizio, et a vu se dérouler l'élimination de l'Italie contre l'Argentin Diego Maradona (1-1 après prolongations et aux tirs au but). 
Alors que le club évolue en Serie C1, troisième échelon du football italien, au cours de la saison 2005-2006, le SSC Naples évolue alors devant 51 000 spectateurs de moyenne au stade San Paolo. C'est un record à ce niveau et la troisième meilleure moyenne du pays, toutes divisions confondues, derrière l'Inter et le Milan AC, deux clubs de Serie A.
En 2007, la capacité du stade a été réduite à 60 240 places pour augmenter la sécurité.
Plusieurs travaux ont été exécutés pour l'adaptation du stade aux directives du décret Pisanu. Après une enquête réalisée en septembre de cette même année, les commissaires de la FIGC ont autorisé la tenue de rencontres de coupe d'Europe au stade.
Actuellement, le stade bénéficie d'une évaluation de 3 étoiles UEFA, à cause de son manque de modernisation qui fait de ce stade, l'un des plus "vieux" esthétiquement et technologiquement.
En 2018, en vue de l’Universiade d’été de 2019 qui se tiendra à Naples, les travaux de réfection de la piste d’athlétisme et des vestiaires débutent. Ils sont terminés fin juin 2019 sauf pour les vestiaires et des équipements mineurs.
Le 25 novembre 2020, après le décès de Diego Maradona, le maire de Naples Luigi de Magistris propose de renommer le stade Stade Diego Armando Maradona en hommage au footballeur.
Le 4 décembre 2020, la mairie de Naples rebaptise officiellement le stade San Paolo en stade Diego Armando Maradona,.

## Événements sportifs
- Jeux méditerranéens de 1963, du 21 au 29 septembre 1963
- Championnat d'Europe de football 1968
- Championnat d'Europe de football 1980
- Coupe du monde de football de 1990

## Concerts
Le stade Diego Armando Maradona a également accueilli les concerts des Rolling Stones, Coldplay, U2, Frank Zappa, Peter Tosh, Jovanotti, Lucio Dalla, Francesco De Gregori, Pino Daniele, Edoardo Bennato, Claudio Baglioni, Vasco Rossi et Nino D'Angelo.

## Galerie

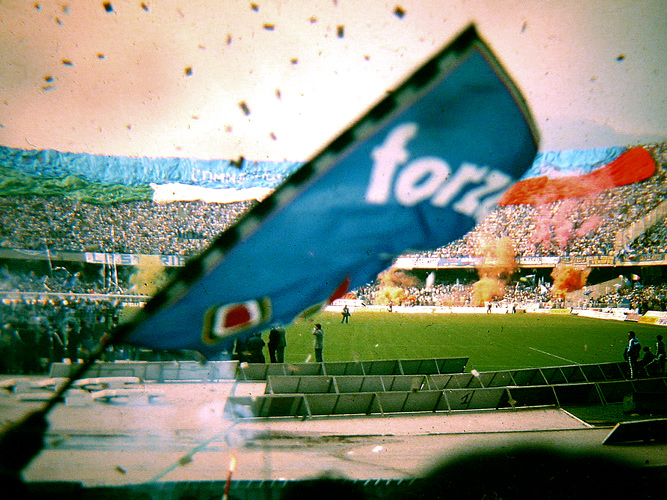
L'intérieur du stade.